# Jogcon

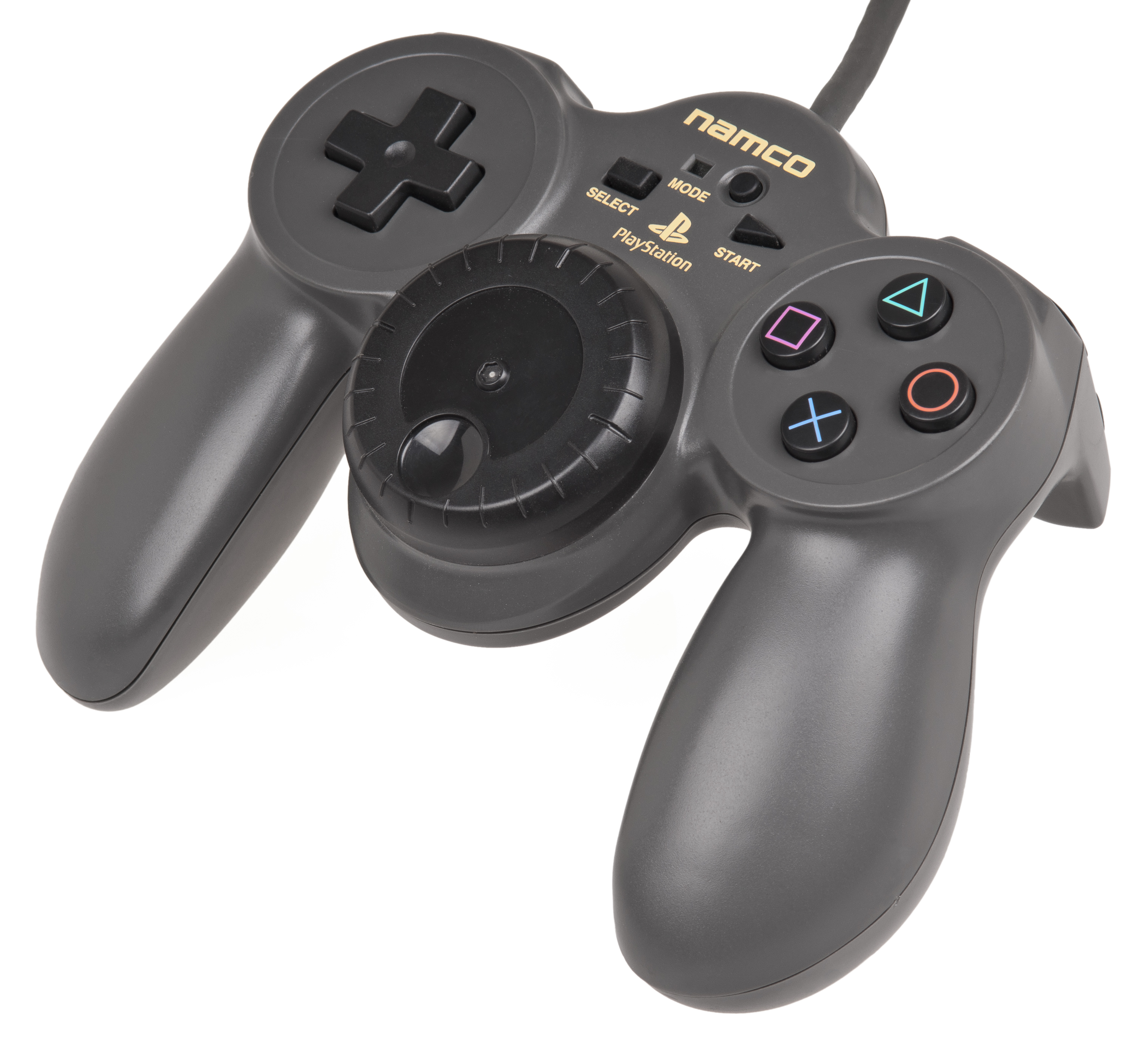
O controle Jogcon.

O Jogcon é um controle produzido pela Namco para o console PlayStation, foi lançado em 1998 junto com a edição especial de R4: Ridge Racer Type 4 e posteriormente sendo vendido separadamente, é notável por ter um disco no seu centro com o recurso force feedback.